# 南非選舉委員會
南非選舉委員會，又稱獨立選舉委員會，為南非的選舉管理機構，是根據《南非憲法》第九章而設立的獨立組織。該委員會為國民議會、省立法機構和市議會舉行選舉。
1993年，臨時選舉委員會成立，負責管理1994年4月26日至29日舉行的國家和省級立法機構的第一次非種族選舉。常設選舉委員會於1996年10月17日成立，此後在1999年、2004年、2009年、2014年和2019年舉行了一般（國家與省級）選舉，並在2000年、2006年、2011年和2016年舉行了地方（市政）選舉。

## 外部連結
- Official website（页面存档备份，存于）